# Eucynodontia
Eucynodontia ("verdadeiros dentes de cachorro") é um grupo de animais que incluem tanto mamíferos, como os cães, e proto-mamíferos como os Therapsidas ("mamíferos reptilianos") tais como os cinodonte ("dentes de cachorro"). Seus membros foram e são tanto carnívoros e herbívoros. O período cronológico se estende desde o Baixo Triássico, possivelmente o Alto Permiano, até os dias atuais. Esta descrição é concentrada sobre os proto-mamíferos, os quais são conhecidos do Baixo Triássico até o Baixo Cretáceo, ambos divisões da Era Mesozoica ("a idade dos Dinossauros").